# Scott Humphries
Scott Humphries, né le 26 mai 1976 à Greeley, est un joueur de tennis américain professionnel de 1995 à 2004, spécialiste du double.

## Palmarès

### Titres en double (3)
| No | Date       | Nom et lieu du tournoi      | Catégorie   | Dotation  | Surface    | Partenaire          | Finalistes                   | Score     |          |
| -- | ---------- | --------------------------- | ----------- | --------- | ---------- | ------------------- | ---------------------------- | --------- | -------- |
| 1  | 07-02-2000 | Sybase Open San José        | Int' Series | 350 000 $ | Dur (int.) | Jan-Michael Gambill | Lucas Arnold Ker Eric Taino  | 6-1, 6-4  | Parcours |
| 2  | 11-09-2000 | President’s Cup Tachkent    | Int' Series | 500 000 $ | Dur (ext.) | Justin Gimelstob    | Marius Barnard Robbie Koenig | 6-3, 6-2  |          |
| 3  | 09/09/2002 | Brasil Open Costa do Sauípe | Int' Series | 546 000 $ | Dur (ext.) | Mark Merklein       | Gustavo Kuerten André Sá     | 6-3, 7-61 | Parcours |

### Finales en double (7)
| No | Date       | Nom et lieu du tournoi                    | Catégorie   | Dotation  | Surface    | Vainqueurs                        | Partenaire          | Score            |          |
| -- | ---------- | ----------------------------------------- | ----------- | --------- | ---------- | --------------------------------- | ------------------- | ---------------- | -------- |
| 1  | 23-08-1999 | Hamlet Cup Long Island                    | Int' Series | 325 000 $ | Dur (ext.) | Olivier Delaitre Fabrice Santoro  | Jan-Michael Gambill | 7-5, 6-4         |          |
| 2  | 08-11-1999 | Stockholm Open Stockholm                  | Int' Series | 800 000 $ | Dur (int.) | Piet Norval Kevin Ullyett         | Jan-Michael Gambill | 7-5, 6-3         |          |
| 3  | 21-02-2000 | AXA Cup Londres                           | Series Gold | 700 000 $ | Dur (int.) | David Adams John-Laffnie de Jager | Jan-Michael Gambill | 6-3, 67-7, 7-611 | Parcours |
| 4  | 24-07-2000 | Mercedes-Benz Cup Los Angeles             | Int' Series | 350 000 $ | Dur (ext.) | Paul Kilderry Sandon Stolle       | Jan-Michael Gambill | Forfait          | Parcours |
| 5  | 21-08-2000 | Hamlet Cup Long Island                    | Int' Series | 390 200 $ | Dur (ext.) | Jonathan Stark Kevin Ullyett      | Jan-Michael Gambill | 6-4, 6-4         |          |
| 6  | 08/09/2003 | Brasil Open Costa do Sauípe               | Int' Series | 355 000 $ | Dur (ext.) | Todd Perry Thomas Shimada         | Mark Merklein       | 6-2, 6-4         | Parcours |
| 7  | 29/09/2003 | AIG Japan Open Tennis Championships Tokyo | Series Gold | 665 000 $ | Dur (ext.) | Justin Gimelstob Nicolas Kiefer   | Mark Merklein       | 6-7, 6-3, 7-64   | Parcours |

## Parcours enGrand Chelem

### En simple
| Année | Open d'Australie | Open d'Australie | Roland-Garros | Roland-Garros | Wimbledon | Wimbledon | US Open  | US Open         |
| ----- | ---------------- | ---------------- | ------------- | ------------- | --------- | --------- | -------- | --------------- |
| 1995  | -                | -                | -             | -             | -         | -         | 1er tour | Karsten Braasch |
| 1996  | -                | -                | -             | -             | -         | -         | 1er tour | Carlos Moyà     |

### En double
| Année | Open d'Australie             | Open d'Australie               | Roland-Garros                | Roland-Garros                      | Wimbledon                        | Wimbledon                        | US Open                     | US Open                         |
| ----- | ---------------------------- | ------------------------------ | ---------------------------- | ---------------------------------- | -------------------------------- | -------------------------------- | --------------------------- | ------------------------------- |
| 1994  | -                            | -                              | -                            | -                                  | -                                | -                                | 1er tour Paul Goldstein     | Jacco Eltingh Paul Haarhuis     |
| 1995  | -                            | -                              | -                            | -                                  | -                                | -                                | 1er tour Justin Gimelstob   | Ken Flach Kelly Jones           |
| 1996  | -                            | -                              | -                            | -                                  | 2e tour David Dilucia            | José Antonio Coppe Àlex Corretja | -                           | -                               |
| 1997  | -                            | -                              | -                            | -                                  | -                                | -                                | -                           | -                               |
| 1998  | -                            | -                              | -                            | -                                  | -                                | -                                | 1er tour Jared Palmer       | Justin Gimelstob Jonathan Stark |
| 1999  | -                            | -                              | 1er tour Jack Waite          | Ievgueni Kafelnikov Max Mirnyi     | 1er tour Jack Waite              | Wayne Black Sandon Stolle        | 2e tour Michael Hill        | Todd Woodbridge Mark Woodforde  |
| 2000  | 3e tour Jan-Michael Gambill  | Alex O'Brien Jared Palmer      | 1er tour Jan-Michael Gambill | Wayne Ferreira Ievgueni Kafelnikov | 1er tour Jan-Michael Gambill     | Todd Woodbridge Mark Woodforde   | 2e tour Jan-Michael Gambill | Fredrik Bergh Peter Nyborg      |
| 2001  | Demi-finale Justin Gimelstob | Byron Black David Prinosil     | 1er tour Jonathan Stark      | Wayne Black Kevin Ullyett          | 1er tour Sébastien Lareau        | Simon Aspelin Johan Landsberg    | 1er tour Eric Taino         | Jonas Björkman Todd Woodbridge  |
| 2002  | 1er tour Peter Nyborg        | Ellis Ferreira Rick Leach      | 2e tour James Blake          | Jonas Björkman Todd Woodbridge     | 2e tour Andreï Olhovskiy         | Bob Bryan Mike Bryan             | 2e tour Petr Luxa           | Jonas Björkman Todd Woodbridge  |
| 2003  | 2e tour Stephen Huss         | Michaël Llodra Fabrice Santoro | 1er tour Mark Merklein       | Tomáš Cibulec Pavel Vízner         | 1er tour Mark Merklein           | Martin Lee Miles MacLagan        | 1er tour Mark Merklein      | Chris Haggard Donald Johnson    |
| 2004  | 1er tour Mark Merklein       | Jonas Björkman Todd Woodbridge | 1er tour Paradorn Srichaphan | Jonas Björkman Todd Woodbridge     | Quart de finale Justin Gimelstob | Mark Knowles Daniel Nestor       | 1er tour Donald Johnson     | Jonas Björkman Todd Woodbridge  |

Sous le résultat, le partenaire ; à droite, l'ultime équipe adverse.

### En double mixte
| Année | Open d'Australie | Open d'Australie | Roland-Garros | Roland-Garros | Wimbledon                    | Wimbledon                    | US Open                    | US Open                  |
| ----- | ---------------- | ---------------- | ------------- | ------------- | ---------------------------- | ---------------------------- | -------------------------- | ------------------------ |
| 2003  |                  |                  |               |               | Quart de finale Elena Bovina | Anastasia Rodionova Andy Ram |                            |                          |
| 2004  |                  |                  |               |               |                              |                              | 2e tour (1/8) Chanda Rubin | Vera Zvonareva Bob Bryan |

Sous le résultat, la partenaire ; à droite, l'ultime équipe adverse.